# Ландгрен, Нильс
Нильс Ландгрен (англ. Nils Landgren; род. 1956) — шведский джазовый музыкант, исполняющий 
фанк, R&B, соул, играя преимущественно на тромбоне. Известен по своему сотрудничеству с известными исполнителями и коллективами, такими как: ABBA, The Crusaders, Вайклеф Жан, Эдди Харрис, Джо Сэмпл, Херби Хэнкок и многими другими.

## Биография
Нильс родился в Стокгольме в 1956 году. В 6 лет Нильс начал играть на ударных, в 13 играл на тромбоне, с тех лет он полюбил этот инструмент и играл на нём всю свою жизнь.
В колледже Нильс учился классической музыке, там же он познакомился с известнейшим шведским фолк-музыкантом Ингмаром Роосом, который представил его австрийскому саксофонисту и профессору Венской Академии искусств Эйе Теллину. Вернувшись на родину в Швецию, Нильс начал свою карьеру джазового музыканта. Он много работал в студиях. По его собственным воспоминаниям, Нильс участвовал в записи не менее чем 500 альбомов различных артистов.
Нильс много лет сотрудничал с популярным коллективом ABBA, кроме того, ему довелось работать с The Crusaders, Эдди Харрисом и даже с Херби Хэнкоком.
В 1983 году был выпущен его дебютный альбом, Planet Rock, за ним последовали релизы Streetfighter (1984), You Are My Nr 1 (1985), Miles from Duke (1987), Chapter Two 1 и Follow Your Heart (1989). Нильс также выступал в качестве певца, аранжировщика, актёра, танцора и телеведущего.
Позднее, в 1995 году Нильс создает свою группу Nils Landgren & Funk Unit, в которой он до сих пор выступает. Альбом Paint It Blue был выпущен уже на лейбле ACT (1997) и принёс ещё больший успех Нильсу Ландгрену. Его коллектив Funk Unit совершил турне вместе с ним по Германии.
В 2004, после двухлетнего творческого отпуска, Нильс Ландгрен выпустил альбом Funky Abba, а в 2005 — Creole Love Call вместе с легендарным клавишником Джо Семплом, здесь Нильс впервые начал петь. Далее Нильс выпустил альбом Licence to Funk. В конце 2008 был издан диск Christmas With My Friends II, в 2010 году вышел Funk For Life.
В 2011 году был издан новый альбом музыканта, The Moon, the Stars and You, выдержанный в стиле Smooth Jazz. В его записи приняли участие Джо Семпл и французский аккордеонист Ричард Галлиано.

## Дискография
- Planet Rock (1983)
- Streetfighter (1984)
- You are my Nr. 1 (1985)
- Miles from Duke (1987)
- Chapter Two 1 (1987)
- Chapter Two 2 (1989)
- Untitled Sketches (1991)
- Red Horn (1992)
- Ballads (1993/98)
- Live in Stockholm (1994–1995)
- Paint it Blue (1996)
- Gotland (1996)
- Swedish Folk Modern (1997–98)
- Live in Montreux (1998)
- 5000 Miles (1999)
- Layers of Light (1999–2001)
- Fonk Da World (2001)
- Sentimental Journey (2002)
- Funky ABBA (2004)
- Creole Love Call (2005)
- Salzau Music on the Water (2005)
- Christmas With My Friends (2006)
- License To Funk (2007)
- Funk For Life (2010)
- The Moon, the Stars and You (2011)
- Teamwork (2013)
- Redhorn Collection (2014)
- Unbreakable (2017)

## Награды
- Litteris et Artibus (2016)